# Andreas Scholl

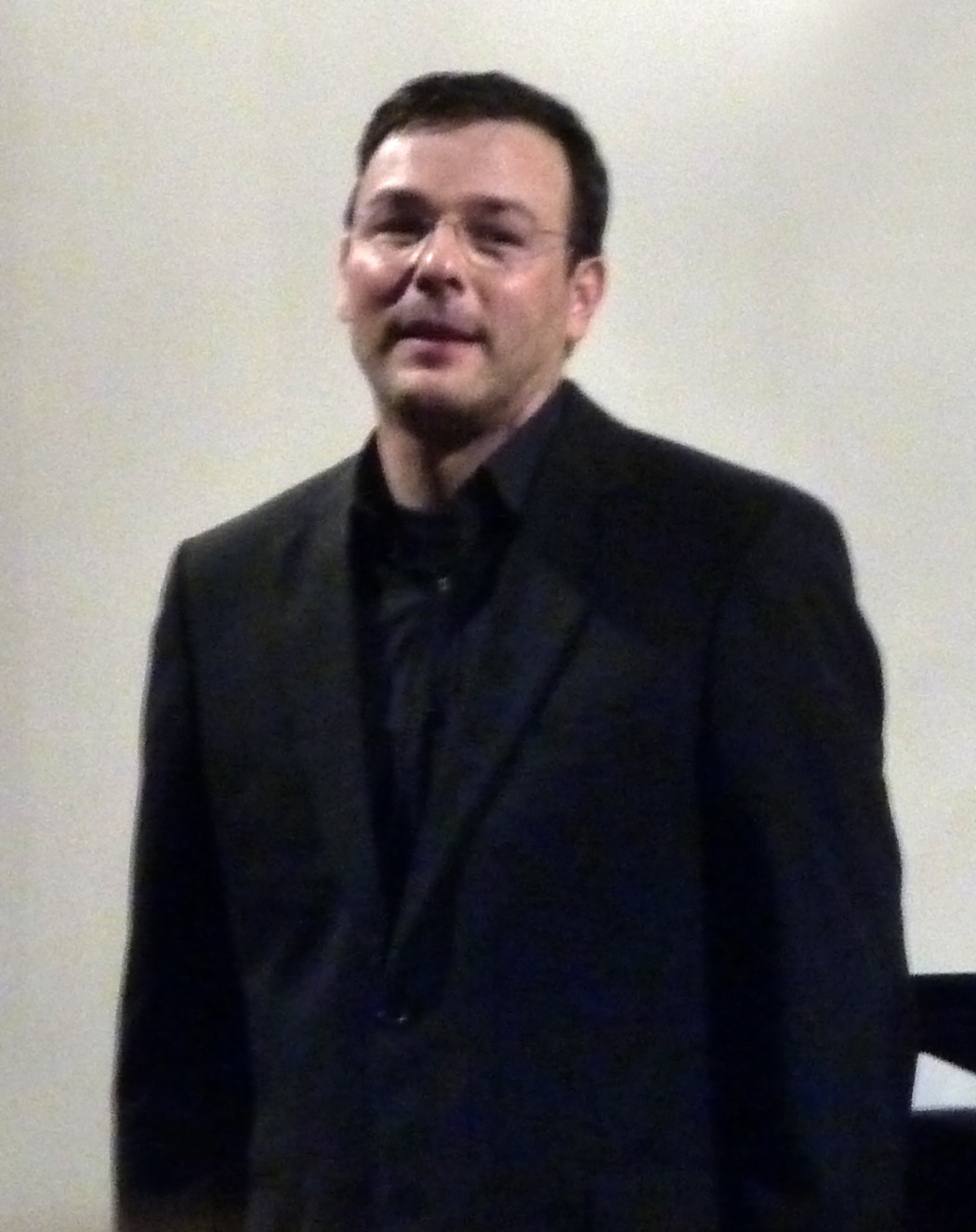
Andreas Scholl en 2010.

Andreas Scholl (Eltville, 10 de noviembre de 1967) es un contratenor alemán.

## Biografía
Nació en el seno de una familia de cantantes en la región de Wiesbaden (capital de Hesse), a 30 km de Fráncfort del Meno. Su formación musical desde la infancia, de manera natural y precoz, le dotó de la profunda comprensión de la música que le caracteriza como intérprete. Educado en el canto por sus propios padres y a través de su participación como niño de coro en diversos conjuntos, tanto en la iglesia como en la escuela, a los 13 años, durante su cambio de voz, continuó cantando de manera natural como contratenor, sin haber tenido mayores dificultades para mantener su registro infantil. Este proceso gradual, según el propio Scholl, ha facilitado su técnica, y ha sido reproducido por varios contratenores de generaciones posteriores.
Su formación vocal adulta siguió la estela de los grandes de la cuerda de contratenor en aquel momento, como James Bowman y, sobre todo, René Jacobs, de quien Scholl es considerado el principal discípulo en la mítica Schola Cantorum Basiliensis. En la actualidad, Scholl es profesor en dicha institución.
Scholl debutó en 1993 con la Pasión según San Juan de Johann Sebastian Bach, apadrinado por su maestro Jacobs. Esta actuación impactó profundamente a William Christie quien, de manera fortuita (se encontraron casualmente en un tren entre Caen y París), lo reclutó para grabar, al lado de su prestigiosa formación Les Arts Florissants, la ya legendaria versión de 1994 de El Mesías de Georg Friedrich Händel.
También participó en la producción británica de Rodelinda, que fue representada en el Festival de Glyndebourne en 1998. Dirigida por Jean-Marie Villégier y William Christie, esta muy alabada producción presentó a Scholl como Bertarido, junto a Anna Caterina Antonacci en el rol titular. También participó en la producción de Rodelinda en la Metropolitan Opera House en una producción de Stephen Wadsworth dirigida por Patrick Summers en mayo de 2006. Fue protagonizada por Renée Fleming en el papel principal, Scholl como Bertarido, Kobie van Rensburg como Grimoaldo, Stephanie Blythe como Eduige, John Relyea como Garibaldo y Christophe Dumaux  como Unulfo. En diciembre de 2011 se presentó una nueva producción en la Metropolitan Opera House, con Joseph Kaiser como Grimoaldo, Shengyangcomo Garibaldo y Iestyn Davis como Unulfo, esta vez dirigida por Harry Bicket.
Scholl no ha abandonado la primera fila en la interpretación historicista, colaborando con los más prestigiosos directores y grupos, y convirtiéndose en un docente de muy alto nivel.

## Nota crítica
Para muchos se trata del contratenor más importante del mundo. Su doble faceta de cantante y profesor ha facilitado que su influencia se haya extendido por todo el planeta, y le ha reportado un merecido prestigio. Siempre alineado con el «núcleo purista» de la interpretación histórica, su carrera ha estado vinculada siempre a la música de Händel y Bach, especialmente a la de este último en cuyo repertorio es considerado uno de los mejores intérpretes, pues la música del genio de Eisenach se adapta como un guante a su fraseo ligero.[cita requerida]
De voz fina, sutilmente afalsetada, quizás más artificial que la de otros ilustres colegas/rivales, pero con una pureza que no tiene parangón, Scholl ha dejado deliberadamente en manos de sus «rivales» el repertorio más operístico, centrándose en la música sacra centroeuropea, en la que es referencia obligada.[cita requerida]